# Robert Redhead
Robert H. Redhead (Manchester, 1940) is een Canadees componist, dirigent en tubaïst.

## Levensloop
Redhead kwam in contact met de muziek binnen de plaatselijke brassband van het Leger des Heils. Vanaf 1964 is hij officier van het Leger des Heils zowel als opleider en promotor van de muzikale ontwikkeling alsook als pastor van de kerkelijke congregaties, maar ook in administratieve functies. In 1965 huwde hij met Gwenyth Sutton, die eveneens werkzaam was in het Leger des Heils. Samen werkten zij in een gemeente in het oosten van Londen. Vervolgens werd Robert Redhead leraar en instructeur aan het trainingscollege van het Leger des Heils in Londen.
In 1971 werd hij verantwoordelijk leider van het "International Music Editorial Department" van het Leger des Heils in Londen. Tegelijkertijd was hij tubaïst in de bekende International Staff Band van het Leger des Heils in Londen. In 1976 vertrok de familie Redhead naar Canada en Robert werd aldaar directeur van de muziekafdeling en dirigent van de Canadian Staff Band. Met dit orkest maakte hij concertreizen door vele landen ter wereld. Later werd hij officier van het "Southmount Corps" in Vancouver.
Al in het Verenigd Koninkrijk was hij begonnen te componeren, zowel voor brassband als voor koren en vocale muziek. Voor het "National Brass Band Championships of Great Britain" in 1996 schreef hij het verplichte werk Isaiah 40. Dit werk werd ook tijdens de nationale kampioenschappen in Noorwegen, Nederland, Zwitserland en in Australië en weer opnieuw in 2007 in de Championship Sectie van de Regionale kampioenschappen in het Verenigd Koninkrijk verplicht gesteld. Vele van zijn grote brassbandwerken zijn op cd of voor de radio-uitzendingen opgenomen. Omdat zijn echtgenote een goede schrijfster van drama's was, ontstonden in samenwerking twee musicals, Chains of Gold en Ruth.
In 1990 kwam hij naar Londen terug en werd dirigent van de "International Staff Band" van het Leger des Heils. In 1994 vertrok hij opnieuw naar Canada. Tussendoor was hij nog werkzaam in Nieuw-Zeeland. In 2005 ging hij met pensioen en leeft nu in Orillia (Ontario) met zijn hele familie.

## Composities

### Werken voor brassband
- 1974 Shout Salvation!, suite
  1. The experience sought; features the chorus "Hallelujah" and the tune "Gird on the armour"
  2. The experience found; a beautiful setting of the song "Amazing grace"
  3. The experience shared; a boisterous setting of the chorus "Stand up and shout if you love my Jesus" with references to "Hallelujah"
- 1975 Sweet Little Jesus Boy, spiritual
- 1976 Precious Jesus, voor althoorn solo en brassband
- 1977 Festival March - The Sound of the Gospel
- 1978 Euphony, voor eufonium solo en brassband gebaseerd op vier hymnes van het Leger des Heils van Sidney Cox: "He Found Me"; "This One Thing I Know"; "You Can Tell Out the Sweet Story" en "Deep & Wide"[1]
  1. fast
  2. slow
  3. fast
- 1978 Quintessance (gecomponeerd voor het "Bernisches Kantonal-Musikfest" in Belp)
- 1980 Hope Eternal, selectie
- 1980 Jesus, Keep Me Near the Cross, voor cornet solo en brassband
- 1983 Deus Vobiscum (God Be With You), symfonisch gedicht voor spreker en brassband
- 1990 Perspectives
- 1993 A Pastoral Symphony
  1. Larghetto e cantabile - Allegro scherzando
  2. Cantabile
  3. Lamentoso e sostenuto
  4. Maestoso - Allegro molto vivace - Maestoso
- 1994 Corpus Christi
- 1996 Isaiah 40 (verplicht werk tijdens de "National Brass Band Championships of Great Britain" in 1996)
- 1998 Infant Holy (The Polish Carol), voor eufonium solo en brassband
- 2007 Christ-Hymn
- 2007 Life Abundant, voor cornet solo en brassband
- 2008 Infinity (verplicht werk tijdens de "English National Brass Band Championships" 2008)[2]
- 2009 Londonderry Air "Danny Boy" (In Tune with Thy Divinity)
- 2009 Christ Is Born!
  1. A Great and Mighty Wonder (Lo How a Rose E’er Blooming)
  2. Huron Carol (‘Twas in the moon of wintertime)
  3. A Child This Day Is Born
  4. Unto Us a Child Is Born
- A Fanfare for Praise (Ascalon)
- All Praise To Thee - Doxology
- Because He Lives
- Christ The Lord Is Risen Today (Easter)
- Comfort My People, voor eufonium solo en brassband
- Cornet Cascade, voor cornets en brassband
- Draw Me Nearer (I Am Thine, O Lord)
- He Is Lord, voor flugelhoorn en brassband
- Here they come
- Hymns of Praise, selectie
- I Know a Fount
- Jesus Is the Sweetest Name I Know, voor althoorn en brassband
- Jesus, Savior, Pilot Me
- Kum-Ba-Yah, voor althoorn en brassband
- Let Us Break Bread Together, voor althoorn en brassband
- New Horizons, voor trombone solo en brassband
- Normandy Carol
- O Come, O Come, Emmanuel
- Ochills, voor eufonium en brassband
- Parakletos
- Picton Citadel
- Prelude on "Ein Feste Burg"
- Reflections in Nature
- Softly and Tenderly
- Solidarity
- Sun Of My Soul
- The Future Depends on Us
- The Light Has Come
- To You at Christmastime
- We Are an Army, selectie
- When I Survey The Wondrous Cross
- Whosoever Heareth
- With Sweet Accord, voor vrouwenkoor en brassband
- Witnesses for Christ

### Muziektheater

#### Musicals
| Voltooid in | Titel          | Uitvoeringen | Première | Libretto        | Verdere liedteksten | Choreografie |
| ----------- | -------------- | ------------ | -------- | --------------- | ------------------- | ------------ |
|             | Chains of Gold |              |          | Gwenyth Redhead | Gwenyth Redhead     |              |
|             | Ruth           |              |          | Gwenyth Redhead | Gwenyth Redhead     |              |

### Vocale muziek
- Let Me Tell You, voor sopraan en piano

### Werken voor koren
- 1978 O my Jesus, voor mannenkoor
- I'm Surprised, voor gemengd koor - tekst: Norman Howe

## Media
1. ↑  Euphony door "United Norwegian Christian Band" (UNCB) - Thor Willy Carlsen (eufonium)
2. ↑  Infinity door de "Grimethorpe Colliery Brass Band" o.l.v. Alan Withington tijdens de English National Brass Band Championship 2008

- Gemeinsame Normdatei: 1204438676
- International Standard Name Identifier: 0000 0000 8436 1575
- Library of Congress Control Number: no2008075739
- MusicBrainz: abec0e2a-e1ff-4e0f-984f-a89fd8aff30c
- Virtual International Authority File: 26875301
- WorldCat: E39PBJB8wth6F64DGrPRDQV3cP